# Echte guldenroede
Echte guldenroede (Solidago virgaurea) is een vaste plant die behoort tot de composietenfamilie (Compositae of Asteraceae). De soort staat op de  Nederlandse Rode lijst van planten als vrij zeldzaam en sterk in aantal afgenomen. De plant komt van nature voor in Eurazië. Daarnaast wordt de kleiner blijvende ondersoort Solidago virgaurea subsp.  minuta onderscheiden.

## Determinatie
De plant wordt 30–100 cm hoog en heeft vaak een zijdelings bladrozet. De onderste, eironde bladeren zijn groter, breder, hebben een scherper gezaagde bladrand en een langere bladsteel dan de bovenste, lancetvormige bladeren.
Echte guldenroede bloeit van juli tot de herfst met gele bloemen, die in 6–10 mm brede hoofdjes zijn gerangschikt. De 6–12 mm lange lintbloemen steken buiten de hoofdjes. De hoofdjes vormen een tros of een pluim, die korte, rechte zijtakken hebben.

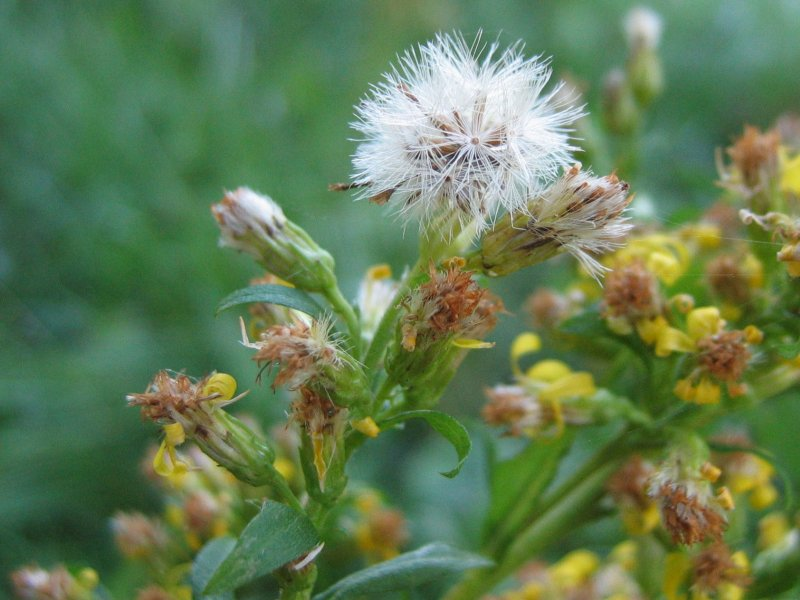
Vruchten

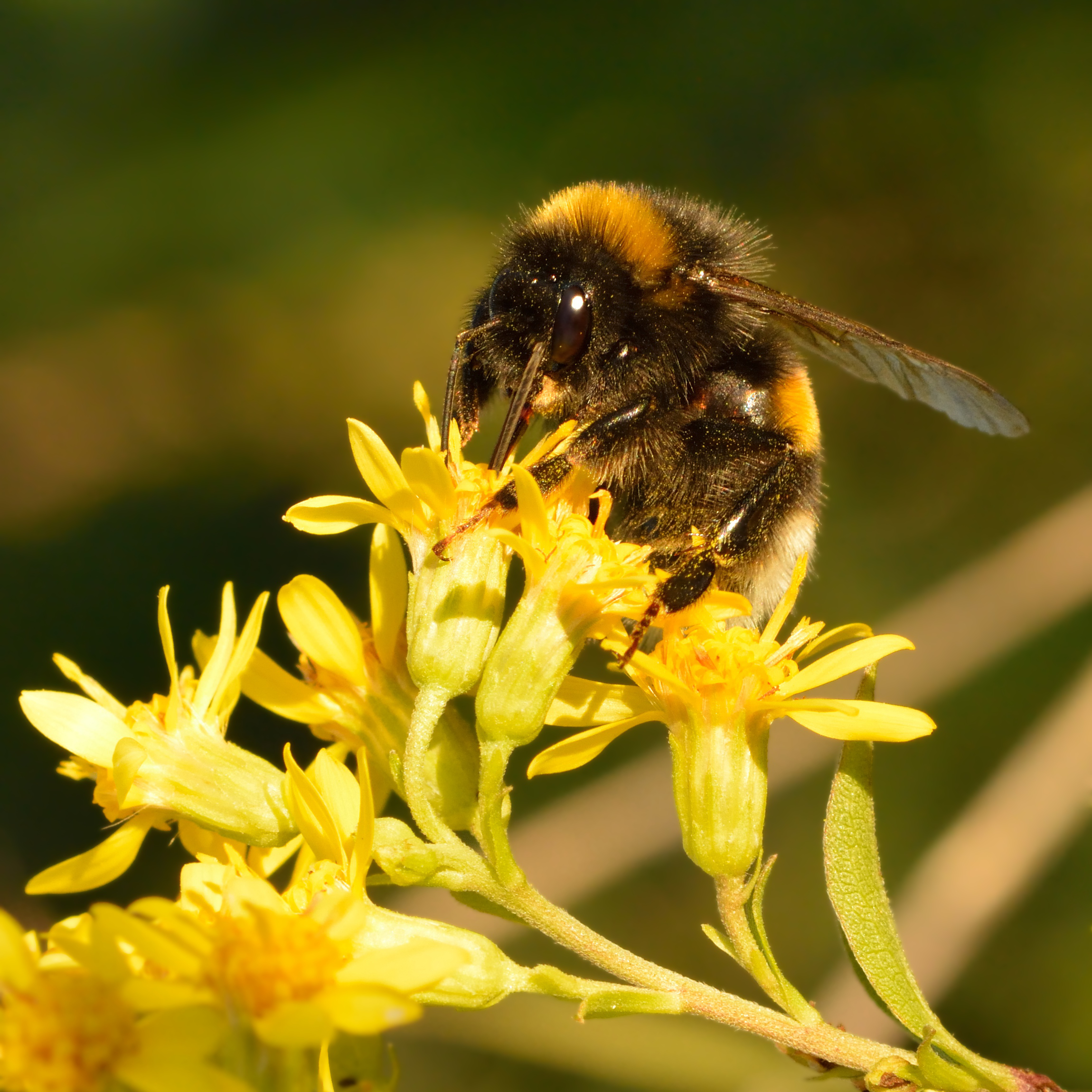
Bestuiving

De vrucht is een nootje.

## Ecologie
De plant komt voor op zwak zure, lemige grond in lichte loofbossen en langs bosranden.

## Toepassingen
Echte guldenroede wordt in de kruidengeneeskunde gebruikt bij blaas- en nierproblemen. De belangrijkste inhoudstoffen zijn fenolglycoside, leiocarposide en flavonoïde.
Ook leveren de bloemhoofdjes een goudgele verfstof voor het verven van wol of katoen.

## Ecologie
Echte guldenroede is waardplant voor de nachtvlinders guldenroededwergspanner, V-dwergspanner, gewone dwergspanner, egale dwergspanner, zoomstipspanner en de microvlinders Anania funebris, Coleophora obscenella, Lobesia reliquana, Eriopsela quadrana, Platyptilia calodactyla en Anania fuscalis.